# شیپ‌فایل
شیپ‌فایل (انگلیسی: Shapefile) قالب عمومی داده‌های برداری در نرم‌افزارهای سامانه اطلاعات جغرافیایی (GIS) است. این قالب توسط شرکت ازری و عمدتاً به شکل استاندارد باز جهت به‌کارگیری میان نرم‌افزارهای این شرکت و دیگر نرم‌افزارهای جی‌آی‌اس توسعه یافته است. قالب شیپ‌فایل می‌تواند داده‌های مکانی عوارض گرافیک برداری را به شکل نقطه، خط و چندضلعی نمایش دهد که برای نمونه به‌ترتیب جهت نمایش چاه آب، رود و دریاچه به‌کار می‌روند.